# Призренська ліга

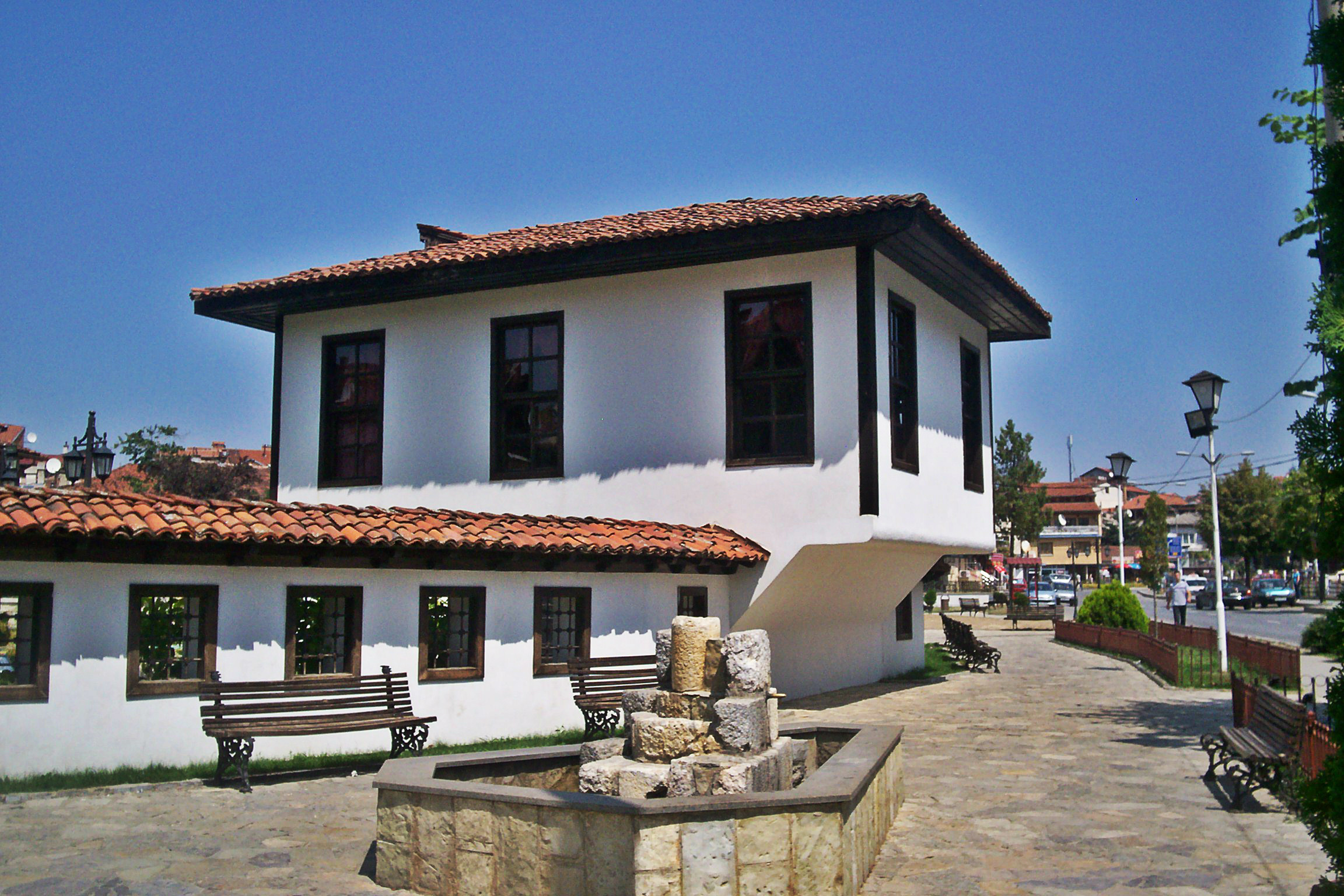
Будівля, в якій збиралася Призренська ліга, Призрен, Косово

При́зренська лі́га — національна організація Албанії, створена 10 червня 1878. Була заснована в місті Призрен для протидії здійсненню рішень Берлінського конгресу, за яким деякі прикордонні території тодішньої Османської імперії були передані Чорногорії та Греції. Цей крок викликав широку хвилю обурення на цих територіях, які були заселені етнічними албанцями.
На з'їзді 10 червня 1878 були присутні представники феодально-патріархальної знаті, чиновники і великі торговці. Спочатку організація була створена за підтримки турецького уряду, однак у листопаді того ж року висунула вимоги автономії для областей з переважно албанським населенням, що спричинило за собою розрив відносин між Призренською лігою і турецьким урядом.
У 1880 році керівником ліги став Абдюль Фрашері. При найширшій підтриці з боку народних мас турецький уряд було вигнано з територій з албанським населенням. У 1881 році Призренська ліга оголосила себе тимчасовим урядом на цих територіях. Але турецькому уряду вдалося розбити погано озброєні загони албанців і завдати Призренській лізі остаточної поразки.